# Tullus SG
Tullus Skyttegille är en skidskytteklubb i Jämtland. Den är Sveriges största skidskytteklubb sedan 2007. Klubben härstammar från Tullus på Rödön nära Östersund.
Tullus SG bedriver luftgevärsskytte och vanlig skidåkning. Klubben har tagit en del SM-guld med sin storhetstid på 1950- och 1970-talen.
1990–2003 låg nästan all skidskytteverksamhet nere, men 2003 gjordes en lyckad ungdomssatsning. De första två åren deltog runt 10 ungdomar men hösten 2006 deltog 20–30 stycken. 2007 hade klubben 57 medlemmar vilket gör den till den största skidskytteklubben i Sverige. Intresset för skidskytte är stort och man har ökat antalet träningsdagar, bland annat med en dag för nybörjare.
Tullus SG tränar på Östersunds skidstadion. Östersunds kommun har satsat mycket pengar på skidstadion.
Tullus SG har ett samarbete med Team Östersund.
Det är Tullus tillsammans med Biathlon Östersund, Frösö IF och Fältjägarnas IF som har gjort att man har fått världscupen till Östersund.[när?]

## Åkare
- Christofer Eriksson